# صخره‌های سفید دوور (فیلم)
صخره‌های سفید دووِر (انگلیسی: The White Cliffs of Dover) فیلمی در ژانر رمانتیک و درام به کارگردانی کلارنس براون است که در سال ۱۹۴۴ منتشر شد.

## بازیگران
- آیرین دان
- Alan Marshal
- رادی مک‌داول
- فرانک مورگان
- گلادیس کوپر
- ون جانسون
- می ویتی
- سی اوبری اسمیت
- الیزابت تیلور
- پیتر لافورد
- Jill Esmond
- نورما واردن
- ایزابل السوم
- آرتور شیلدز
- چارلز کولمن
- دوریس لوید
- Edmund Breon
- امیلی فیتزروی
- Gavin Muir
- جان واربرتون
- لامزدن هیر
- میلز ماندر
- مالی لمانت
- تام دریک
- هربرت اوانس
- جرج دیویس